# Bátor Béla
Bátor Béla (Budapest, 1921. június 1. – Budapest, 1990. január 15.) mérnök, a műszaki tudományok kandidátusa (1966).

## Életpályája
Budapesten érettségizett. 1945–1946 között a Duna-hidak építésvezetőségén műhelyfőnök (Margit híd újjáépítése). Közben a Felsőipariskolában technikusi képesítést szerzett. 1947–1954 között a Magyar Optikai Művekben dolgozott. A Budapesti Műszaki és Gazdaságtudományi Egyetem elvégzése után az egyetemen az energetikát oktatta mint meghívott előadó. 1969–1981 között az Energiafelügyelet igazgatóhelyettese volt.
Nevéhez fűződik az első Heller-Forgó berendezés gépészeti tervezése. Kutatásaiban az égés és gázosítás elméletével foglalkozott. Tagja volt az Magyar Tudományos Akadémia Energetikai Bizottságának.

## Fontosabb írásai
- A berendezések állagmegőrzésének, valamint az energiaveszteségek csökkentésének módszerei. Társszerzők: Klopfer Jenő és Szepesi Endre, Budapest, 1951)
- Energiafelügyeleti tanulmányok (Budapest, 1979 - társszerző)
- Égés és robbanáselmélet. 1. (Budapest, 1980, 1984).

## Elismerései
- MTESZ-díj
- Segner-díj (Segner János András)